# إنجلترا في فترة العصور الوسطى العليا

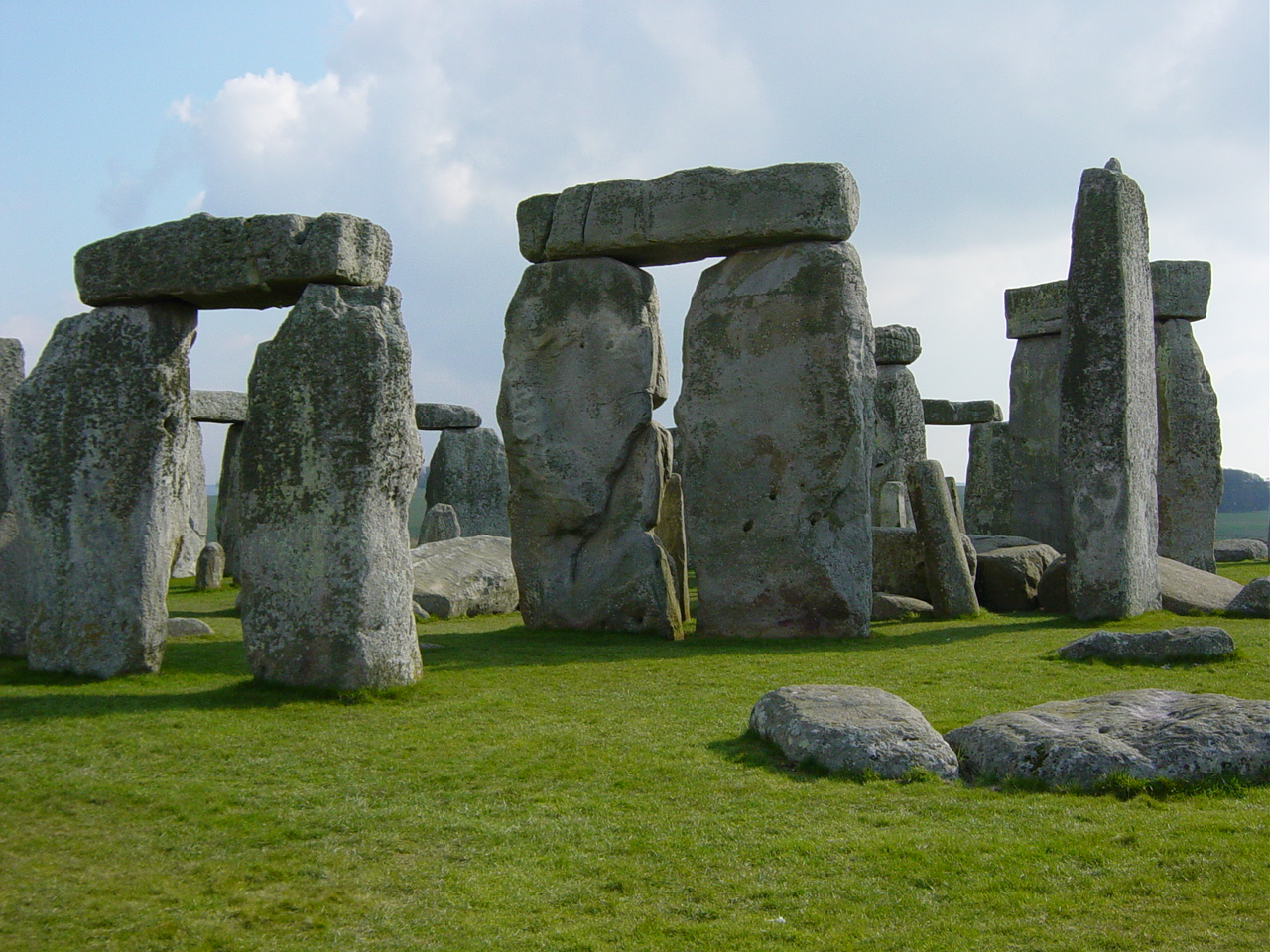

يتضمن تاريخ إنجلترا في العصور الوسطى العليا الفترة بين غزو النورمان لإنجلترا عام 1066 وبين موت الملك جون الذي يعتبره البعض آخر الملوك الأنجويين لإنجلترا عام 1216. أدى الصراع على وراثة العرش والانتصار في معركة هاستنجز إلى احتلال إنجلترا من قبل الملك وليام الأول من نورماندي عام 1066. ربط هذا الحدث بين العرش الإنجليزي وممتلكات فرنسا، كما جلب أسرة أرستقراطية أخرى إلى البلاد لتسيطر على ملكية الأراضي والحكومة والكنيسة.
أحضر الغزاة معهم لغتهم الفرنسية وحافظوا على حكمهم من خلال نظام من القلاع وإدخال نظام الملك الإقطاعي لتنظيم ملكية الأراضي. لدى وفاة وليام في عام 1087، كانت إنجلترا تمثل القسم الأكبر من إمبراطورية إنجليزية نورماندية، يحكمها النبلاء الذين يملكون الأراضي على امتداد إنجلترا ونورماندي وويلز. تنازع أبناء وليام على خلافته في ملك أراضيه، ليخرج وليام الثاني من هذه المنافسة حاكمًا لإنجلترا ومعظم نورماندي. لدى وفاته عام 1100 أعلن شقيقه الأصغر عن نفسه كولي للعهد باسم هنري الأول، وهزم أخاه روبرت معيدًا توحيد إنجلترا مع نورماندي. كان هنري حاكمًا قويًا فعالًا بالرغم من كونه عديم الرحمة. بعد موت ابنه ووريثه الذكر الوحيد في حادثة السفينة البيضاء، أقنع هنري نبلاء بلاطه بالاعتراف بابنته ماتيلدا كولية للعهد. بعد وفاة هنري عام 1135، طلب ستيفن كونت بلوا ابن عم ماتيلدا تنصيبه ملكًا، ما أدى إلى حرب أهلية عرفت باسم سنوات الفوضى. أدت في النهاية إلى اعتراف ستيفن بابن ماتيلدا هنري كوريث له، وعندما مات ستيفن في عام 1154 خلفه ابن ماتيلدا الذي حمل اسم الملك هنري الثاني.
امتلك هنري الثاني -الذي يعتبر أول ملك أنجوي لإنجلترا- أملاكًا واسعة في فرنسا كما ثبت سلطته على ويلز واسكتلندا وأيرلندا. اصطدم هنري مع المطران الذي عينه على مطرانية كانتربيري توماس بيكيت، ما أدى إلى مقتل بيكيت وندم هنري الذي طلب السماح على قبره. اتصفت الفترة اللاحقة من حكم هنري بانتشار حركات التمرد التي شملت أبناءه وفيليب الثاني الفرنسي، والتي أجبرته على القبول بابنه ريتشارد كوريث وحيد. تبوأ ريتشارد الملك الأنجوي بعد موت هنري عام 1189 وغادر مباشرة تقريبًا في حملة صليبية. خلال عودته اختطف في ألمانيا وطُلبت فدية ضخمة لإطلاق سراحه عام 1194. أمضى ريتشارد بقية فترة حكمه في استعادة أراضيه الفرنسية قبل أن يموت عام 1199.
خلفه شقيقه الأصغر جون في حكم إنجلترا، وخاض حربًا ناجحة ضد آرثر ابن شقيقه للسيطرة على الممتلكات الفرنسية. أدى سلوك جون إلى حركات تمرد من قبل النبلاء النورمانديين والأنجويين ما أفقده السيطرة على ممتلكاته القارية الأوروبية في فرنسا. فشلت محاولاته في استعادة النورماندي وأنجو بعد معركة بوفين. أضعفت هذه الهزيمة موقفه في إنجلترا، ما أدى في النهاية إلى اتفاقية عرفت باسم الوثيقة العظمى حددت السلطات الملكية، وبداية حرب البارونات الأولى. يعتبر بعض المؤرخين أن وفاته عام 1216 تمثل نهاية الفترة الأنجوية وبداية حكم سلالة بلانتاجانت.
تبنى النورمانديون العديد من المؤسسات الحكومية الأنغلوسكسونية، لكن النظام الإقطاعي أدى إلى تركيز سلطة أكثر بيد الملك والنخبة القليلة الحاكمة. أصبحت حقوق وواجبات النساء محددة بشكل أوضح. بقيت نساء الطبقة الأرستقراطية رموزًا ثقافية ودينية هامة، كما لعبن دورًا هامًا في الأحداث السياسية والعسكرية. خلال القرن الثاني عشر بدأت الخلافات بين الغزاة والسكان الإنجليز بالزوال إذ بدأ الطرفان يعتبران نفسيهما متفوقين على جيرانهما السلتيين. أدى احتلال إنجلترا إلى وصول رجال الكنيسة النورمان والفرنسيين إلى السلطة، وإلى إصدار أوامر إصلاحية دينية وعسكرية جديدة في إنجلترا. بحلول بدايات القرن الثالث عشر كانت الكنيسة قد ربحت بوضوح قضية انفصالها عن السلطة، وبذلك كانت تابعة بشكل كلي تقريبًا للفاتيكان. كانت الهجرة الدينية (الحج) ممارسة دينية شائعة، كما أصبحت الآثار الدينية المتراكمة والجثامين المقدسة أمورًا شديدة الأهمية للمؤسسات الدينية الراغبة في التوسع. لعبت إنجلترا دورًا بارزًا في الحملات الصليبية الثالثة والرابعة والخامسة.
بين القرنين التاسع والثالث عشر، عاشت إنجلترا فترة تغير مناخي معروفة باسم الحقبة القروسطية الدافئة، وهي فترة طويلة من ارتفاع درجات الحرارة الذي ساعد على زيادة قابلية استصلاح وزراعة الأراضي الفقيرة. كانت الأراضي الزراعية منظمة عمومًا بشكل مزارع. بحلول القرن الحادي عشر كان اقتصاد السوق مزدهرًا على امتداد معظم إنجلترا، في حين كانت المدن الشرقية والجنوبية عالية النشاط في مجال التجارة الدولية. بُنيت المئات من المدن الجديدة التي كان بعضها مدنًا مخططة، ما ساعد على انتشار النقابات المهنية والأسواق الشعبية.
اتسمت الحرب الإنجليزية النورماندية بحملات من معارك الاستنزاف والغزو واحتلال القلاع. مكنت القوى البحرية من نقل الجنود والإمدادات، بالإضافة إلى شن هجمات على الأراضي والأساطيل البحرية المعادية. بعد الاحتلال بنى النورمانديون قلاعًا خشبية عديدة في المرتفعات، والتي حلت القلاع الحجرية محلها في القرن الثاني عشر. ظهرت هذه الفترة التاريخية في الكثير من الأعمال الأدبية والثقافية منها مسرحيات وليم شكسبير. أدى تصوير الكاتب والتر سكوت لموقع حياة روبن هود وزمن نشاطه في عهد الملك ريتشارد الأول، بالإضافة إلى التركيز على الصراع بين السكسونيين والنورمانديين إلى التمهيد لظهور هذه الشخصيات في اقتباسات خيالية وسينمائية لاحقة.

## نظام الحكم
خلال 20 سنة من احتلال النورمان لإنجلترا، استُبدلت طبقة النخبة الأنغلوسكسونية بطبقة جديدة من النبلاء النورمانديين. إذ اختير جميع الحكام وقادة الشرطة ورجال الكنيسة الكبار من ضمن صفوف طبقة النخبة الجديدة. كانت هناك استمرارية في العمل في كثير من مجالات المجتمع، إذ تبنى النورمان كثيرًا من المؤسسات الحكومية الأنغلوسكسونية مثل النظام الضريبي ومصالح صك العملة ومركزية إصدار القوانين وبعض الشؤون القضائية، وفي البداية استمر قادة الشرطة والمحاكم المئة بالعمل كما في السابق.
يمكن وصف نظام الحكم في فترة ما بعد الغزو بأنه نظام إقطاعي، في هذا النظام امتلك النبلاء الجدد أراضيهم نيابة عن الملك. مقابل التعهد بتأمين الدعم العسكري وقطع عهد بالولاء للملك، مُنح هؤلاء النبلاء مساحات من الأراضي دعيت باسم الإقطاعات. منح النبلاء الكبار أراضٍ صغيرة للملاك الأصغر مقابل إعلان الولاء والدعم العسكري لهم، وهكذا حتى نصل إلى المزارعين الذين امتلكوا الأراضي مقابل خدماتهم والعمل لدى النبلاء، ما أدى إلى تشكيل شبكة من المصالح والتبعيات والموارد التي أكد عليها القانون في المحاكم الإقطاعية الجديدة.
استُخدم هذا النظام الجديد في نورماندي وأدى إلى تركيز سلطة أكبر في يد الملك والنخبة العليا من النبلاء مقارنة مع نظام الحكم الأنغلوسكسوني السابق. تراجعت العبودية خلال السنوات التالية للغزو، إذ اعتبر النورمان هذه الممارسات رجعية ومعارضة لتعاليم الكنيسة. لكن الفلاحين الميسورين خسروا النفوذ والقوة بعد أن جعل النورمان ملكية الأراضي أكثر اعتمادًا على تقديم خدمات للنبلاء المحليين. هبط الفلاحون في الترتيب الاجتماعي والاقتصادي للبلاد، ما أدى إلى تضخم عدد الفلاحين الخدم أو نصف الأحرار الذين مُنعوا من مغادرة مزارعهم أو البحث عن عمل بديل.
في مركز السلطة، عين الملوك سلسلة من رجال الكنيسة كمستشارين مسؤولين عن تنظيم مكتب المحفوظات الملكي، بينما ظهر خواص الملك والبلاط العسكري ليعملوا كحراس وضباط في الجيش. استمر أساقفة إنجلترا بتشكيل جزء هام من النظام الإداري المحلي للبلاد إلى جانب طبقة النبلاء. أجرى كل من هنري الأول وهنري الثاني إصلاحات قانونية هامة، ما وسع مجال الحكم المركزي الملكي. بحلول ثمانينيات القرن الثاني عشر كانت أساسات القانون العام الإنجليزي قد وضعت، وذلك بوجود محكمة عدل قائمة -شكل بدائي من المحاكم العمومية- في وستمنستر، بالإضافة إلى القضاة المتنقلين الذين أجروا محاكمات جوالة على امتداد البلاد. وسع الملك جون الدور الملكي في تحقيق العدل، وكان المدى المناسب للتدخل الملكي واحدًا من المسائل المناقشة في الوثيقة العظمى الموقعة عام 1215.
وُجدت الكثير من الخلافات ضمن نظام الحكم. امتد تملك الأراضي وتقسيم الثروة على مدى إنجلترا، ووضع هذا النظام الملك في موقع مميز أعلى سلطة من أكثر رجال النخبة من النبلاء نفوذًا. احتاج الملوك المتلاحقون مع ذلك إلى المزيد من الموارد من أجل دفع تكاليف الحملات العسكرية أو إجراء عمليات البناء أو مكافأة الأتباع، مما يعني ممارسة الحقوق الإقطاعية الملكية بالتدخل في أراضي النبلاء. كان هذا الأمر مصدر تذمر متكرر ومستمر، إذ اعتقد الكثيرون أن ملكية الأراضي يجب أن تكون محددة بحقوق الوراثة، وليس كامتياز ملكي. تركزت الأملاك والثروة بشكل متزايد في أيدي مجموعة من النبلاء على حساب بقية جماعة البارونات والنبلاء الأدنى، ما شجع على انهيار بعض جوانب الإقطاعية المحلية. مع مرور الوقت، تزوج أفراد النبلاء النورمانديون مع العديد من أفراد العائلات الأنغلوسكسونية، وبدأت العلاقات مع الدوقية تتشابك وتضعف. بحلول أواخر القرن الثاني عشر، كان استقدام البارونات الإنجليز للمحاربة على أراضي القارة الأوروبية أمرًا صعبًا بشكل متزايد، وانتهت محاولات جون في هذا المجال بحرب أهلية.